# Halowe Mistrzostwa Litwy w Lekkoatletyce 2011
Halowe Mistrzostwa Litwy w Lekkoatletyce 2011 – halowe zawody lekkoatletyczne, które odbyły się 18 i 19 lutego w Kłajpedzie.

## Rezultaty

### Mężczyźni
| Konkurencja:              | 1. miejsce         | Rezultat  | 2. miejsce            | Rezultat  | 3. miejsce              | Rezultat  |
| Bieg na 60 m              | Rytis Sakalauskas  | 6,71      | Aivaras Pranckevičius | 6,93      | Paulius Ibianskas       | 6,93      |
| Bieg na 400 m             | Silvestras Guogis  | 48,84     | Egidijus Dilys        | 49,68     | Gediminas Kučinskas     | 50,42     |
| Bieg na 800 m             | Vitalijus Kozlovas | 1:54,05   | Silvestras Guogis     | 1:55,14   | Mindaugas Norbutas      | 1:55,22   |
| Bieg na 1500 m            | Petras Gliebus     | 3:56,51   | Mindaugas Norbutas    | 3:59,12   | Regimantas Tarasevičius | 4:01,39   |
| Bieg na 3000 m            | Marius Diliūnas    | 8:31,39   | Tomas Matijošius      | 8:31,69   | Martynas Stanys         | 8:36,91   |
| Bieg na 60 m przez płotki | Artūras Janauskas  | 8,17 PB   | Andrius Latvinskas    | 8,35      | Aurimas Paliukaitis     | 8,62      |
| Chód n 5000 m             | Marius Žiūkas      | 19:56,46  | Pavel Veličko         | 20:46,29  | Tomas Gaidamavičius     | 21:02,10  |
| Skok wzwyż                | Raivydas Stanys    | 2,10      | Rimantas Mėlinis      | 2,10      | Ernestas Raudys         | 2,10      |
| Skok o tyczce             | Arnoldas Stanelis  | 4,50      | Ernestas Vėsa         | 4,40      | Irmantas Lianzbergas    | 4,30      |
| Skok w dal                | Povilas Mykolaitis | 8,03      | Tomas Vitonis         | 7,59      | Marius Rudys            | 7,43      |
| Trójskok                  | Mantas Dilys       | 15,59     | Andrius Gricevičius   | 15,26     | Vilmantas Motiečius     | 14,66     |
| Pchnięcie kulą            | Artūras Gurklys    | 17,98     | Paulius Luožys        | 17,49     | Romanas Morozka         | 16,96     |
| Siedmiobój                | Evaldas Reinotas   | 4841 pkt. | Vykintas Dolobauskas  | 4314 pkt. | Egidijus Zaniauskas     | 4277 pkt. |

### Kobiety
| Konkurencja:              | 1. miejsce          | Rezultat     | 2. miejsce          | Rezultat  | 3. miejsce              | Rezultat  |
| Bieg na 60 m              | Lina Grinčikaitė    | 7,33         | Silvija Pesackaitė  | 7,71      | Silvestra Malinauskaitė | 7,84      |
| Bieg na 400 m             | Eglė Balčiūnaitė    | 55,27        | Agnė Orlauskaitė    | 55,97     | Eva Misiūnaitė          | 57,43 PB  |
| Bieg na 800 m             | Eglė Balčiūnaitė    | 2:05,75      | Rita Balčiauskaitė  | 2:17,74   | Viktorija Latyšovičiūtė | 2:17,91   |
| Bieg na 1500 m            | Monika Juodeškaitė  | 4:32,12 PB   | Banga Balnaitė      | 4:32,52   | Evelina Uševaitė        | 4:41,87   |
| Bieg na 3000 m            | Monika Juodeškaitė  | 9:46,58 PB   | Gytė Norgilienė     | 9:51,05   | Gintarė Zenkevičiūtė    | 9:59,24   |
| Bieg na 60 m przez płotki | Sonata Tamošaitytė  | 8,27         | Justina Abariūtė    | 8,96      | Laura Ušanovaitė        | 8,97      |
| Chód na 3000 m            | Neringa Aidietytė   | 13:11,54     | Inga Mastianica     | 13:57,86  | Diana Kačianova         | 14:07,32  |
| Skok wzwyż                | Airinė Palšytė      | 1,85         | Gintarė Nesteckytė  | 1,75      | Nelija Borisenko        | 1,65      |
| Skok o tyczce             | Sandra Bingelytė    | 3,30 PB      | Vitalija Dejeva     | 3,30      | Miglė Juodeškaitė       | 2,80      |
| Skok w dal                | Asta Daukšaitė      | 5,97         | Inga Garbašauskaitė | 5,88      | Aistė Menčinskaitė      | 5,75      |
| Trójskok                  | Jolanta Verseckaitė | 13,05        | Jana Nosova         | 12,69     | Dovilė Dzindzaletaitė   | 12,68 PB  |
| Pchnięcie kulą            | Laura Gedminaitė    | 14,65        | Larisa Voroneckaja  | 13,42     | Sandra Mišeikytė        | 13,23     |
| Pięciobój                 | Austra Skujytė      | 4578 pkt. WL | Viktorija Žemaitytė | 4334 pkt. | Rūta Moliejūtė          | 3517 pkt. |